# Martin Compston
Martin Compston, född 8 maj 1984 i Greenock i Skottland, är en brittisk skådespelare. Compston är känd för rollen som Liam i Sweet Sixteen och som Ewan Brodie i TV-serien Karl för sin kilt.

## Biografi
Compston växte upp i Greenock i Skottland. Som tonåring spelade han fotboll och han lämnade St. Columbia High School efter sitt femte år för att följa sin dröm att bli fotbollsspelare. Han spelade för ett lokalt professionellt lag - Greenock Morton.
Compston hade aldrig stått på scen förut när han lyckades få huvudrollen i Ken Loachs Sweet Sixteen. Filmen spelades in där Compston växte upp, Greenock, men även i Gourock, Inverkip, Kilmalcolm och Wemyss Bay.

## Filmografi i urval
- Sweet Sixteen (2002)
- Niceland (2004)
- Tickets (2005)
- Wild Country (2005)
- A Guide to Recognizing Your Saints (2006)
- Red Road (2006)
- True North (2007)
- Night is Day (2007)
- Doomsday (2008)
- The Disappearance of Alice Creed (2009)
- The Damned United (2009)
- The Ice Cream Girls (2013)
- 2016 – En mördares leende (TV-serie)
- Victoria (2017)
- De andras hus (2019)
- Vigil (2021)
- 2025 – Hotet (TV-serie)